# Unterbruch
Unterbruch ist ein Stadtteil von Heinsberg im Kreis Heinsberg und liegt östlich dieser Kreisstadt. 

## Geographie
Unterbruch liegt zwischen den beiden Flüssen Rur und Wurm in einer Höhe von 36 m ü. NN und wurde deshalb früher häufig von Überschwemmungen heimgesucht. 
Das Dorf besitzt keine geschlossene Siedlungsfläche, sondern ist aus einer Vielzahl von Weilern, Siedlungen und Gehöften zu einem lockeren Verbund zusammengewachsen. Hierzu gehören z. B. Alte Schmiede, Fell, Genoth, Girmen, Girmeskamp, Haag, Horsterhof, Küpper, Rohmen, Rolland, Rur oder Rurhof.
Benachbarte Orte sind Orsbeck im Nordosten, Oberbruch im Südosten, Schafhausen im Südwesten, Heinsberg im Westen und Kempen im Nordwesten.

## Geschichte
Die erste urkundliche Nennung Unterbruchs führt zurück auf den 17. Januar 1269. Die Urkunde wurde angefertigt, weil Gottfried von Schafhausen seinen Hof an der Rur (den Horsterhof) an den Propst von Heinsberg verkaufte. Der Horsterhof ist wahrscheinlich in der späten Zeit der Karolinger (751–911) gegründet worden und diente als Fronhof. Im Jahre 1299 enthob Dietrich von Heinsberg alle Stiftsgüter in Unterbruch von ihrer Lehnspflicht gegen einen jährlichen Zins von sieben Schilling.
Am 1. Juli 1969 wurde die bis dahin selbstständige Gemeinde im Zuge der Gemeindegebietsreform (Gesetz zur Neugliederung von Gemeinden des Selfkantkreises Geilenkirchen-Heinsberg) in die Stadt Heinsberg eingegliedert. Ein Gebietsteil kam zu Oberbruch-Dremmen.
Am 1. Januar 2004 hatte das Dorf 2358 Einwohner.

## Verkehr
Direkt durch den Stadtteil verläuft die Bundesstraße 221 die Heinsberg mit Venlo verbindet.
Die AVV-Buslinien 410, 413, 475 und SB1 der WestVerkehr verbinden Unterbruch mit Heinsberg, Erkelenz, Geilenkirchen, Wassenberg und Waldfeucht. Abends und am Wochenende kann außerdem der MultiBus angefordert werden.
| Linie | Verlauf |
| ----- | --- |
| 410   | (Oberbruch Schulzentrum – Unterbruch –) Heinsberg Busbf – Heinsberg AOK – (Schleiden – Uetterath – Rischden) / (Aphoven – Scheifendahl – Straeten – Waldenrath – Tripsrath – Hochheid) – (Bauchem – Geilenkirchen Schulzentrum – Bauchem –) Geilenkirchen Bf                                |
| 413   | (Wegberg Schulzentrum –) Wegberg Busbf – Klinkum – Bischofshütte – Petersholz – Arsbeck – Dalheim Bf – Rödgen – Wildenrath – (Wildenrath Gewerbegebiet –) Wassenberg – Orsbeck – Unterbruch – Heinsberg Busbf (← Heinsberg AOK)                                                             |
| 475   | (Oberbruch – Unterbruch) / Heinsberg Agentur für Arbeit – Heinsberg Busbf – Lieck –Kirchhoven – Vinn – Haaren – Obspringen – Brüggelchen – Waldfeucht – Bocket – Abzw. Nachbarheid – Breberen – Saeffelen – Heilder – Höngen – (Stein – Havert – Schalbruch – Isenbruch – Millen –) Tüddern |
| SB1   | Schnellbus: Erkelenz Bf – Erkelenz Burg / Erkelenz ZOB – Gerderath – Myhl – Wassenberg – Orsbeck – Unterbruch – Heinsberg Busbf – (Schleiden –) Rischden – Geilenkirchen Bf |

## Kultur
Das Karnevalslied „Im Rheinland zwischen Wurm und Rur, da liegt das Dörfchen Unterbruch“ stammt aus dem Jahr 1948.
Außerdem hat Unterbruch ein Jugendheim (mittlerweile Nutzung als Kindergarten), eine Mehrzweckhalle und einen Sportplatz, sowie Tennisanlagen. Jährliche Ereignisse sind vor allem die Kirmes, die Veranstaltungen des Karnevalsvereins Ongerbröker Kohmuhle, sowie das Pfingstturnier des VfR 1910 Unterbruch oder auch das Kaffee-und-Kuchen-Konzert des Unterbrucher Musikvereins.
Der 1985 gegründete Kunstverein Region Heinsberg zog 1997 in den „Horster Hof“, einen seit 1296 urkundlich belegten Vierkanthof in Heinsberg-Unterbruch. Der Kunstverein fördert ehrenamtlich durch mehrere Ausstellungen im Jahr und durch die Herausgabe von Editionen die regionale und überregionale Gegenwartskunst.